# Torneo de la Liga Minguera de Fútbol 2015
El Campeonato de la Liga Minguera de Fútbol 2015 de fútbol, fue una edición de carácter experimental del torneo de la Liga Minguera de Fútbol, a su vez perteneciente a la Unión del Fútbol del Interior.
- Datos: Q30917492